# آيروبيز
آيروبيز (بالإنجليزية: Aerobiz)‏ هي لعبة فيديو صدرت في 5 أبريل 1992، وهي متوفرة على أجهزة سوبر نينتندو إنترتينمنت سيستم وميجا درايف وشارب إكس68000. اللعبة من تطوير كويي ومن نشر كويي.